# Aphorisme
 (juillet 2013).
Si vous disposez d'ouvrages ou d'articles de référence ou si vous connaissez des sites web de qualité traitant du thème abordé ici, merci de compléter l'article en donnant les références utiles à sa vérifiabilité et en les liant à la section « Notes et références ».
L’aphorisme, en grec : ἀφορισμός / aphorismós (« délimitation »), du verbe ἀφορίζειν / aphorízein (« définir, délimiter »), est une sentence énoncée en peu de mots — et par extension une phrase — qui résume un principe ou cherche à caractériser un mot, une situation sous un aspect singulier. Par certains aspects, il peut se présenter comme une figure de style lorsque son utilisation vise des effets rhétoriques.

## Définition

### Définition linguistique
Un aphorisme est un énoncé autosuffisant. Il peut être lu, compris, interprété sans faire appel à un autre texte. Un aphorisme est une pensée qui autorise et provoque d'autres pensées, qui fraye un sentier vers de nouvelles perceptions et conceptions. Même si sa formulation semble prendre une apparence définitive, il ne prétend pas tout dire ni dire le tout d'une chose.
L'aphorisme, bien que ressemblant aux autres formes déclamatoires comme le proverbe, le slogan, la citation ou la maxime, ne doit cependant pas être confondu avec eux. En effet, l'aphorisme se fonde au contraire sur des propositions antithétiques, contrairement à la maxime qui met en scène le paradoxe. L'aphorisme est donc proche de figures de style tels la contradiction, la symétrie, le parallélisme ou encore l'antithèse. L'aphorisme est néanmoins formellement proche de la maxime : fondé sur la copule du verbe être, et sur la comparaison ou l’analogie.
L'aphorisme vise le péremptoire (l’aphorisme adopte l'assertion), se présentant comme un énoncé autoritaire et fermé - Maurice Blanchot le dit borné, mettant en œuvre tous les procédés gnomiques : impersonnalisations (infinitifs, pronoms indéterminés, troisième personne notamment) dont surtout le présent de vérité générale caractéristique du proverbe et donnant à l’énoncé une portée générale.

### Définition stylistique

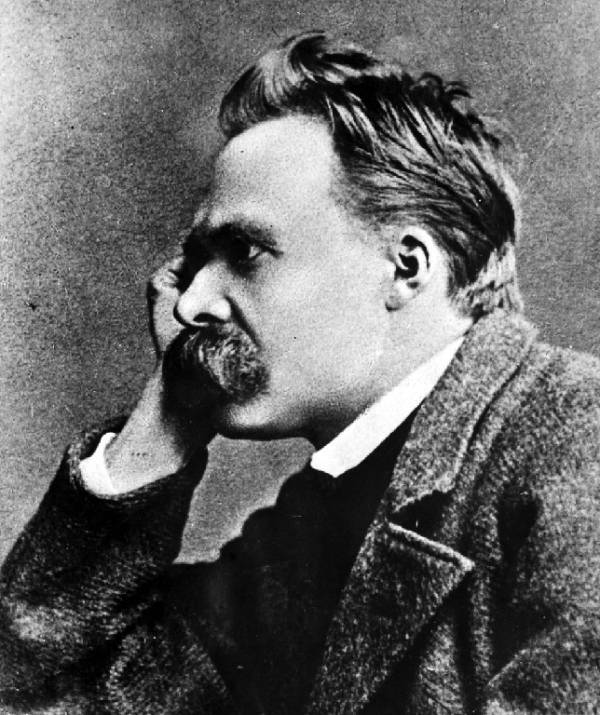
Friedrich Nietzsche.

L'auteur reste comme en retrait de sa production intellectuelle, il n'hésite pas à se contredire, il ne produit pas la vérité ou sa vérité, il la cherche. Un des exemples les plus célèbres d'auteur d'aphorisme est de ce point de vue Lichtenberg. Il est aussi possible de penser à une partie de l'œuvre de Nietzsche ou de Gustave Thibon, fortement inspiré par ce dernier dans sa démarche. À ce propos, Nietzsche y voit une tentative de se comprendre soi-même, que Montaigne soulignait également ; le philosophe allemand l'exprimait ainsi dans ses Journaux :

« Je cherchais mon plus lourd fardeau, / C'est moi que j'ai trouvé. »

L'auteur est par ailleurs choqué de la portée esthétique des aphorismes, qui « frappent par leur tendance au poème ». Autrement dit, l’aphorisme est donc censé transmettre avec concision un savoir étendu et varié.
Toute citation extraite de son contexte n’est pas pour autant un aphorisme. Un aphorisme est déjà un fragment d’écriture avant d’être repris ou cité. Cela dit, une citation devient parfois un aphorisme ou un proverbe, par effacement du contexte (source et auteur).
Si l'aphorisme, l'adage, le dicton ou la maxime énoncent tous un principe général, ils se distinguent en ceci : l'adage et le dicton prétendent énoncer des vérités éprouvées, des lois, et ont un caractère plus anonyme ; la maxime a une connotation morale. Ils ont donc un caractère sentencieux. À l'inverse, l'aphorisme est un trait de l'esprit qui présente un caractère plus descriptif, spirituel voire paradoxal.
Le pouvoir de suggestion des aphorismes est par ailleurs lié à leur concision, contrairement aux proverbes et maximes : les aphorismes d’Hippocrate comme le célèbre « Ars longa, vita brevis » (« L’art est long, la vie est brève »), ou ceux du Bouddha et de Lao Tseu, sont parmi les plus représentatifs.
Parfois l'aphorisme prend des traits pompeux et le terme est alors utilisé comme un synonyme de « sentences banales », pris dans un sens péjoratif.
Selon Dominique Noguez, « l'aphorisme :
1. a une structure particulière,
2. est comme un tour de magie difficile à réussir,
3. est comme la pièce d'un puzzle, mais
4. supporte mal la compagnie,
5. cherche l'universalité plus que l'originalité,
6. la concision plus que la simplicité,
7. il est souvent amer et
8. il est mal-aimé »[1].

## Genres concernés

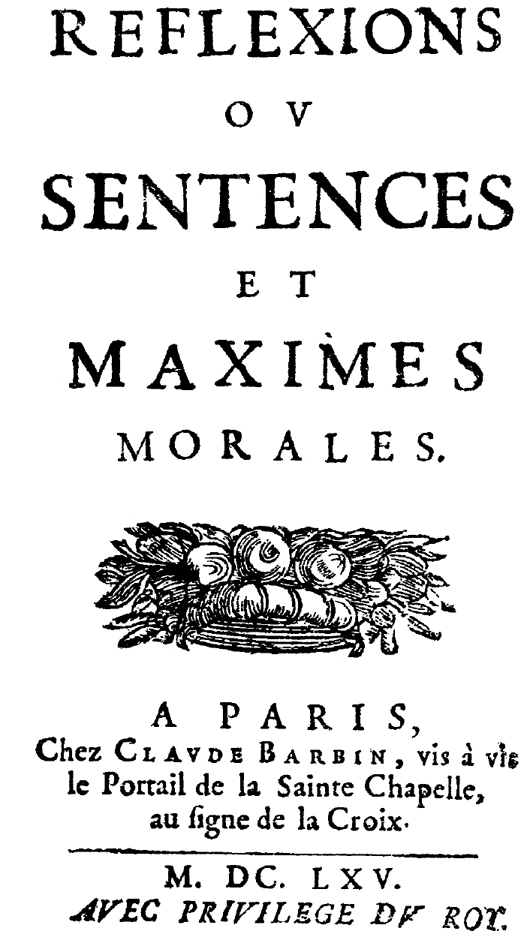
Sentences et maximes de morale (1634).

Les aphorismes sont un genre avant tout rhétorique et argumentatif. C'est pourquoi il a été le mode d'expression préféré des moralistes comme Jean de La Bruyère dont Les Caractères sont ponctués, à côté des longs portraits et d'éthopées, de courtes sentences. Nietzsche, dans le traité Humain, trop humain, pose que l'aphorisme doit être décodé par le lecteur, comme s'il contenait un message subliminal ou caché ; il parle de la nécessité d'avoir « une lecture lente » ou ce qu’il appelle « une rumination ».
Mais ce sont les moralistes français, en particulier La Rochefoucauld et Vauvenargues — on parle alors d'« aphoristes » — qui consacrent l’aphorisme et en font même un genre littéraire. Le premier de ces auteurs dans ses Sentences et maximes de morale (1634) pose qu'il s'agit d'un exercice d'introspection destiné à analyser l'amour-propre.
La poésie également utilise les ressources suggestives des aphorismes. Certains textes et essais argumentatifs acquièrent de ce fait une portée poétique : ceux d'Emil Cioran par exemple ou encore de Nietzsche semblent se concentrer uniquement sur les images créées par les aphorismes au détriment du raisonnement. Cioran le définit ainsi comme l'« axiome du crépuscule » car il permet de descendre au fond de l'existence. La Rochefoucauld déjà y voyait un moyen littéraire de dénoncer l'amour-propre. René Char forme des poèmes courts où chaque vers a valeur d'aphorisme. On peut également citer les haïkus qui sont le pendant structuré et japonais de l'aphorisme.
Le poète Marc Alyn rassemble des aphorismes dans son Carnet d’éclairs : « Avant l’orage, rentrer le blé de la parole » ; ou encore : « La parole tue les choses qu’elle désigne, mais ce meurtre les fait exister ». Dans un esprit très proche, Ferenc Rákóczy part quant à lui de fragments de phrases données entre rêve et état de veille pour les transcrire en sentences météoriques et percutantes : « Marie-toi avec l'infini, épouse un cactus » (Dans la noix du monde).
Le roman également formule des aphorismes. Honoré de Balzac, dans sa Physiologie du mariage, intègre une partie nommée Aphorismes où il propose aux jeunes gens des définitions de la « femme honnête ».
L’Oulipo et la machine à fabriquer des aphorismes de Marcel Benabou a cherché à séquencer et à automatiser la formation d'aphorismes : il s’agissait, à partir d’un nombre réduit de structures syntaxiques prédéfinies, de combiner un nombre limité de termes pour créer des aphorismes paradoxaux quasi à l’infini.

## Histoire de la notion

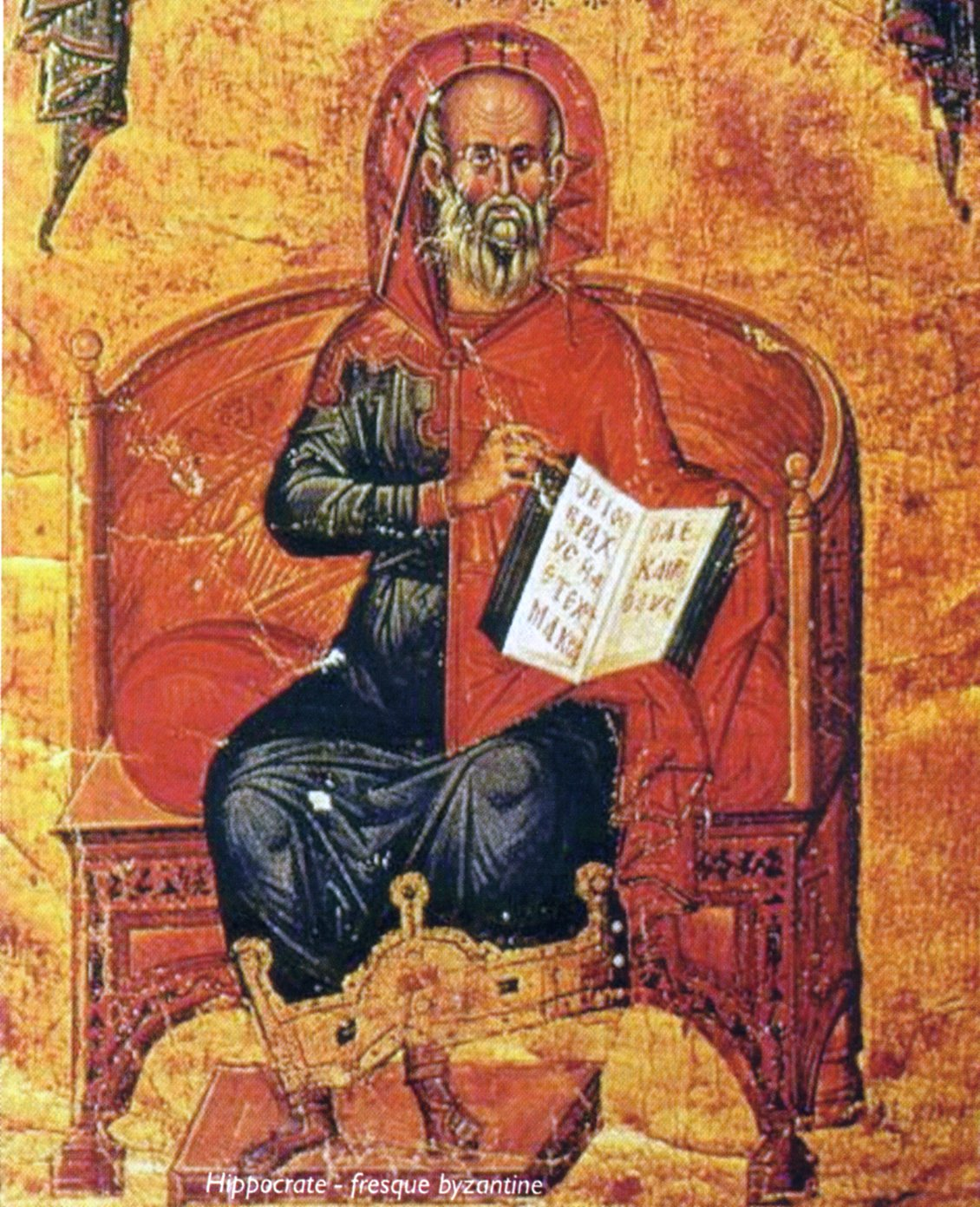
Hippocrate.

Le médecin grec Hippocrate formule ce qu'on peut désigner comme le premier recueil d'aphorismes dans l'ouvrage éponyme Aphorismes à travers des maximes qui existent encore de nos jours comme « Aux plus grands maux les plus grands remèdes ». Le terme est employé la première fois sous la forme d’aforisme (prononcée aforîme) dans les Chirurgies de Henri de Mondeville en 1314.
Rabelais, à la Renaissance emploie la première fois le terme moderne dans le Cinquième Livre : « Pour lors tenoit une mappemonde et la leur exposoit sommairement par petits aphorismes, et y devenoient clerz et sçavants en peu d’heure, et parloient de choses prodigieuses élégamment et par bonne mémoyre, pour la centiesme partie desquelles sçabvoir ne suffiroit la vye de l’homme. »
Le dictionnaire Le Robert définit l'aphorisme comme : « une formule ou prescription concise résumant une théorie, une série d’observations ou renfermant un précepte ».

## Exemples

### Aphorismes généraux
- « Point n'est besoin d'espérer pour entreprendre, ni de réussir pour persévérer. » (Charles le Téméraire puis repris par Guillaume d'Orange).
- « Tout doit changer pour que rien ne change. » (Giuseppe Tomasi di Lampedusa)
- « Ce ne sont pas les enfants sur la banquette arrière qui font les accidents mais les accidents sur la banquette arrière qui font les enfants. » (Pierre Dac).
- « Science sans conscience n'est que ruine de l'âme. » (Rabelais)
- « Les absents ont toujours tort de revenir. » (Jules Renard)
- « Le soleil ne luit pour personne. » (Paul Éluard)
- « L’argent ne fait pas le bonheur des pauvres. » (Coluche)
- « La vie ! Quelle merveilleuse absurdité. » (Daniel Desbiens)
- « Il n’est de richesses que d’hommes ». (Jean Bodin)
- « On aime une femme pour ce qu’elle n’est pas ; on la quitte pour ce qu’elle est. » (Serge Gainsbourg)
- « Tuer le temps n'est que légitime défense. » (Marc Brillat-Savarin)

### Aphorismes moraux
- « Toutes les vertus des hommes se perdent dans l’intérêt comme les fleuves se perdent dans la mer. » (La Rochefoucauld)
- « Tout a été dit, et l'on vient trop tard, depuis sept mille ans qu'il y a des hommes, et qui pensent. » (La Bruyère)
- « La vraie éloquence consiste à dire tout ce qu’il faut, et à ne dire que ce qu’il faut. » (La Rochefoucauld)
- « Ce qui ne me tue pas me fortifie. » (Nietzsche)
- « Je cherchais de grands hommes, et je n'ai trouvé que des hommes singeant leur idéal. » (Nietzsche)
- « On ne mesure pas la générosité par ce que l’on donne, mais plutôt par ce que l’on attend en retour. » (Leonid Soukhoroukov (uk))
- « L'autre n'est pas seulement différent de toi, il l'est encore différemment que tu ne l'as imaginé. » (Ferenc Rákóczy)
- « Pour faire de grandes choses, il faut vivre comme si l'on ne devait jamais mourir. » (Vauvenargues)
- « La guerre, un massacre de gens qui ne se connaissent pas, au profit de gens qui se connaissent mais ne se massacrent pas. » (Paul Valéry)

### Aphorismes poétiques
- « Le poète dépend du monde comme la fleur de sa tige. Il passe sa vie à chercher l'équilibre, à répartir son poids, et c'est de cet exercice de jongleur que naissent les images, ces passerelles amovibles jetées au-dessus de l'abîme. » (Ferenc Rákóczy)
- « Il n'est de plus fabuleux vaisseau que le lit d'un enfant qui dort. » (Marc Brillat-Savarin)

### Aphorismes juridiques
- « Les taxes sont le prix que nous payons pour une société civilisée. » (Oliver Wendell Holmes, Jr.)

### Auteurs d'aphorismes célèbres
- Sacha Guitry
- Paul Gordeaux
- Rabelais
- Serge Gainsbourg
- Jean-Paul Sartre
- Friedrich Nietzsche, notamment dans Par-delà bien et mal
- Montaigne dans les Essais
- François de La Rochefoucauld dans ses Réflexions ou sentences et maximes morales
- François Rollin dans Rollinettes
- La Bruyère dans Les Caractères
- Louis Ferdinand Céline, dans Voyage au bout de la nuit
- Emil Cioran
- Joseph Joubert
- Vauvenargues
- Sébastien-Roch Nicolas de Chamfort
- Antoine Rivarol
- Marc-Edouard Nabe
- G. K. Chesterton
- Georg Christoph Lichtenberg
- Paul Valéry
- Oscar Wilde
- Louis Scutenaire
- Achille Chavée
- Henri Michaux
- Malcolm de Chazal
- Lao-Tseu
- Arthur Schopenhauer, Aphorismes sur la sagesse dans la vie
- Jean Anthelme Brillat-Savarin, illustre gastronome français qui énonça 20 aphorismes axés sur l'art de la gastronomie
- George Sand, «Les femmes sont élevées comme des saintes et traitées comme des pouliches.»
- Johann Heinrich Füssli, dans Aphorismes, principalement relatifs aux beaux-arts
- Ludwig Wittgenstein, dans Tractatus logico-philosophicus
- Sylvain Tesson
- Ylipe
- Elias Canetti
- Xavier Forneret, de Sans titre aux Broussailles de la pensée
- Oliver Wendell Holmes, Jr.
- Ambrose Bierce, dans son Dictionnaire du Diable
- Jacques Lacan
- F. W. J. von Schelling, Aphorismes pour introduire à la philosophie de la nature et Aphorismes sur la philosophie de la nature
- Éric Chevillard

## Figures proches
- Figures « mères » : analogie, antithèse
- Figures « filles » : aucune
- Paronymes : aucun
- Synonymes : adage • apophtegme • citation • devise • dicton • maxime • paradoxe • axiome • proverbe
- Antonymes : aucun